# Luis Mora
Pour les articles homonymes, voir Mora.
Mora  Ramírez est un nom espagnol. Le premier nom de famille, en général paternel, est Mora ; le second, en général maternel, souvent omis, est Ramírez.
Luis Guillermo Mora Ramírez, né le 23 novembre 1994 à Pregonero, est un coureur cycliste vénézuélien.

## Biographie
Luis Mora est originaire de Pregonero. En 2011, il remporte la version junior du Tour du Venezuela. Il poursuit depuis sa carrière chez les élites. Bon grimpeur, il a notamment remporté deux étapes du Tour du Táchira,, diverses courses nationales vénézuéliennes, une édition de la Vuelta a la Independencia Nacional ainsi que plusieurs épreuves disputées dans les Antilles françaises. 
En 2016, il évolue au sein de l'équipe continentale italienne D'Amico-Bottechia. Cette expérience n'est toutefois pas très concluante. Il a également participé à quelques compétitions européennes chez les amateurs en 2022, sous les couleurs de l'OC Val d'Oise et d'un club espagnol. Durant cette période, il obtient son meilleur résultat en Picardie avec une deuxième au Grand Prix de Saint-Quentin. 

## Palmarès et résultats

### Par année
- 2011
  - Vuelta de la Juventud[4]
- 2019
  - 2e étape de la Vuelta a Bramón
  - 7e étape du Tour du Táchira
  - 2e du Tour du Táchira
  - 3e de la Vuelta a Bramón
- 2020
  - 1re étape du Clásico Ciclistico Uribante (contre-la-montre)
  - 3e du Clásico Ciclistico Uribante
- 2021
  - 2e étape du Grand Prix du Conseil Général de Guadeloupe
  - 2e étape du Grand Prix Boris Carène
  - Clásico Ciclistico Uribante :
    - Classement général
    - 1re étape (contre-la-montre)

  - 2e du Tour de la Guadeloupe
  - 3e du Grand Prix Boris Carène
- 2022
  - 2e du Grand Prix de Saint-Quentin
- 2023
  - Vuelta a la Independencia Nacional
  - 1re étape de la Vuelta a Barinitas (contre-la-montre)
  - 3e étape du Tour Andina Stereo
  - 2e de la Vuelta a Barinitas
  - 2e du Tour du Trujillo
  - 3e du Tour Andina Stereo
- 2024
  - 7e étape du Tour du Táchira
  - 2e (contre-la-montre) et 3e étapes du Grand Prix du Vauclin
  - Grand Prix du STRM
  - 5e étape du Grand Prix 22 Mè
  - Mémorial Fred Culé :
    - Classement général
    - 1re étape (contre-la-montre)

  - 3e de la Vuelta a la Independencia Nacional
  - 3e du Trophée de la Caraïbe
  - 3e du Tour du Venezuela
- 2025
  - Vuelta a Barinitas
  - 1re étape du Clásico José Gregorio Hernández
  - 2e du Clásico José Gregorio Hernández

### Classements mondiaux
| Année                                 | 2019  | 2020 | 2021  | 2022  | 2023  | 2024  |
| ------------------------------------- | ----- | ---- | ----- | ----- | ----- | ----- |
| Classement mondial                    | 1378e | nc   | 1151e | 2288e | 2721e | 1325e |
| UCI America Tour                      | 194e  | nc   | 165e  | 370e  | 486e  | nc    |
|                                       |       |      |       |       |       |       |
| Légende : nc = non classéSource : UCI |       |      |       |       |       |       |